# Sorbus chamaemespilus
Горобина мушмулоподібна (Sorbus chamaemespilus), несправжня мушмула або гірська мушмула - є видом горобини, що походить з гір центральної та південної Європи, від Піренеїв на схід через Альпи до Карпат і Балкан, росте на висоті до 2500 м. 

## Опис
Це листопадний чагарник, що досягає 2-3 м заввишки. Листки спірально розташовані, овально-еліптичні, 3–7см завдовжки з гострою вершиною і зубчастим краєм, вони зелені з обох боків без білого забарвлення характерного для більшості білих горобин . Квітки рожеві, з п’ятьма пелюстками спрямованими вперед по 5–7 мм 3–4 мм в діаметр. Плід — овальна червона кісточка 10–13мм в діаметрі .  

## Використання
Завдяки плодовій декоративності горобина мушмулоподібна використовується як декоративна рослина, але висаджується рідко. У минулому плоди використовувалися як замінник борошна. 

## Таксономія
Це єдиний представник роду Chamaemespilus   або підрід Sorbus Chamaemespilus , який відрізняється від інших підродів Sorbus рожевими (не білими) квітками, з пелюстками спрямованими вперед.  Зовсім недавно стало зрозуміло, що види з простими листками, які традиційно входять до Sorbus, утворюють монофілетичну групу, і цей вид може бути включений до клади під назвою Aria  (рід Aria або підрід Sorbus)

## Зображення

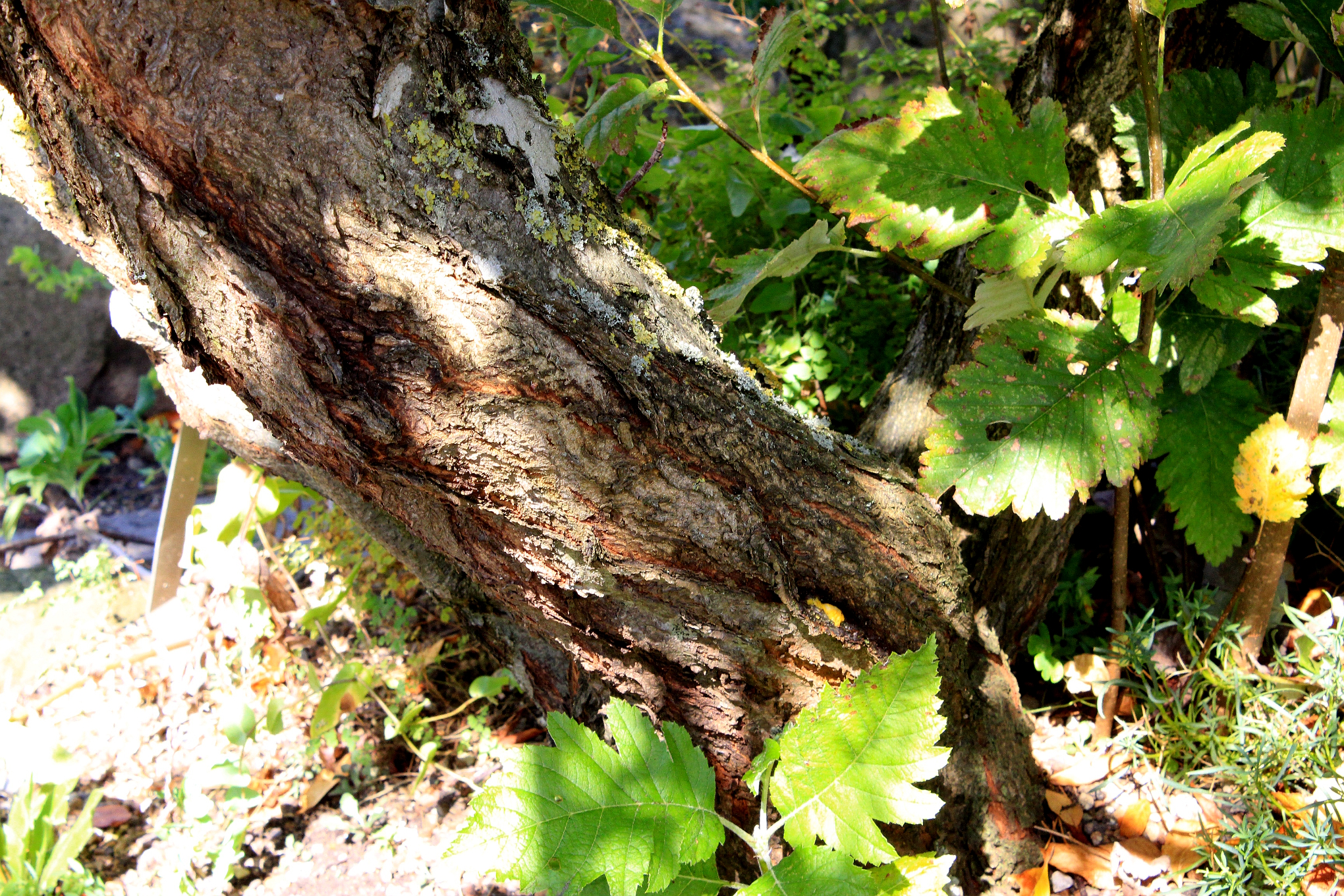
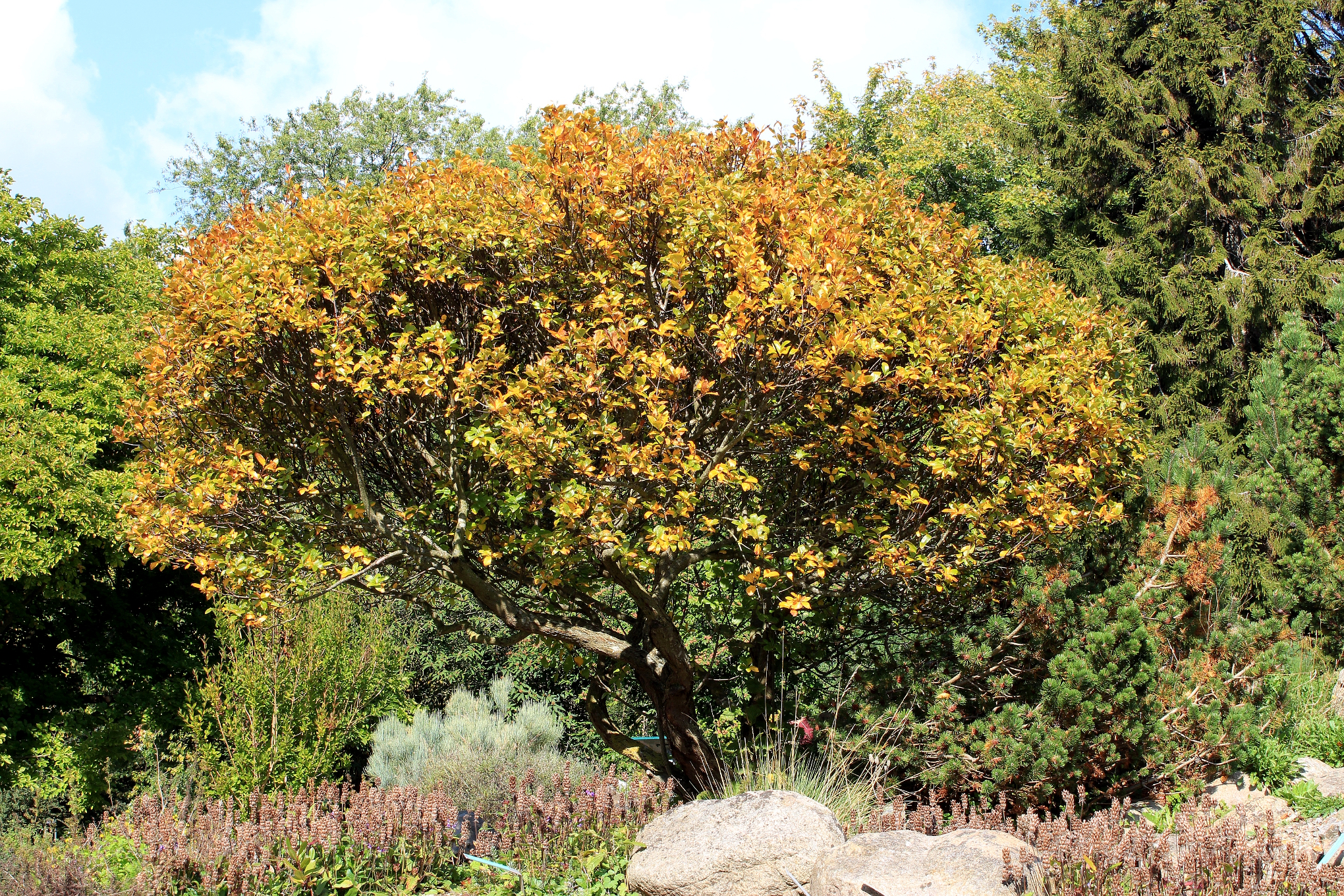
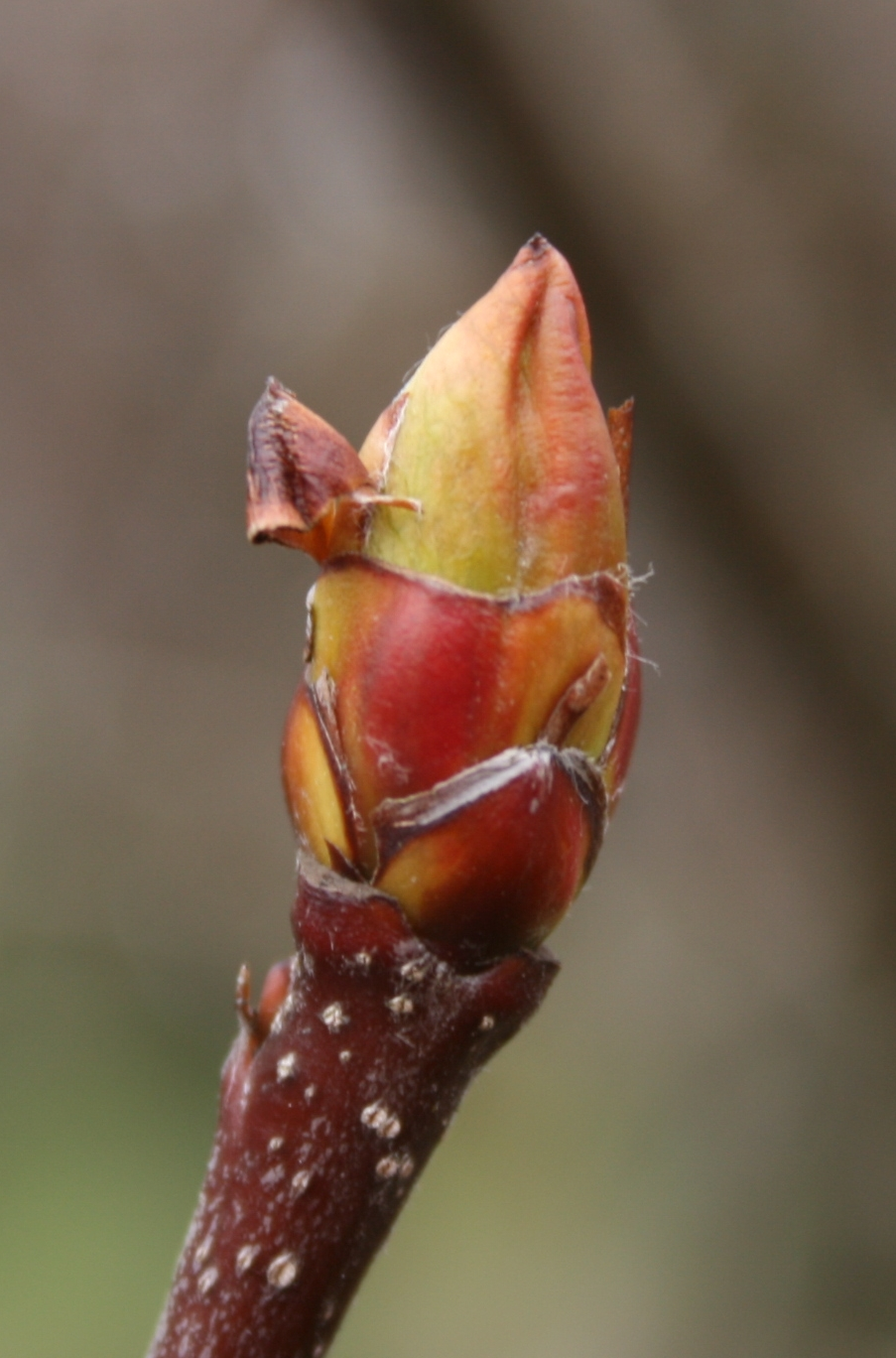
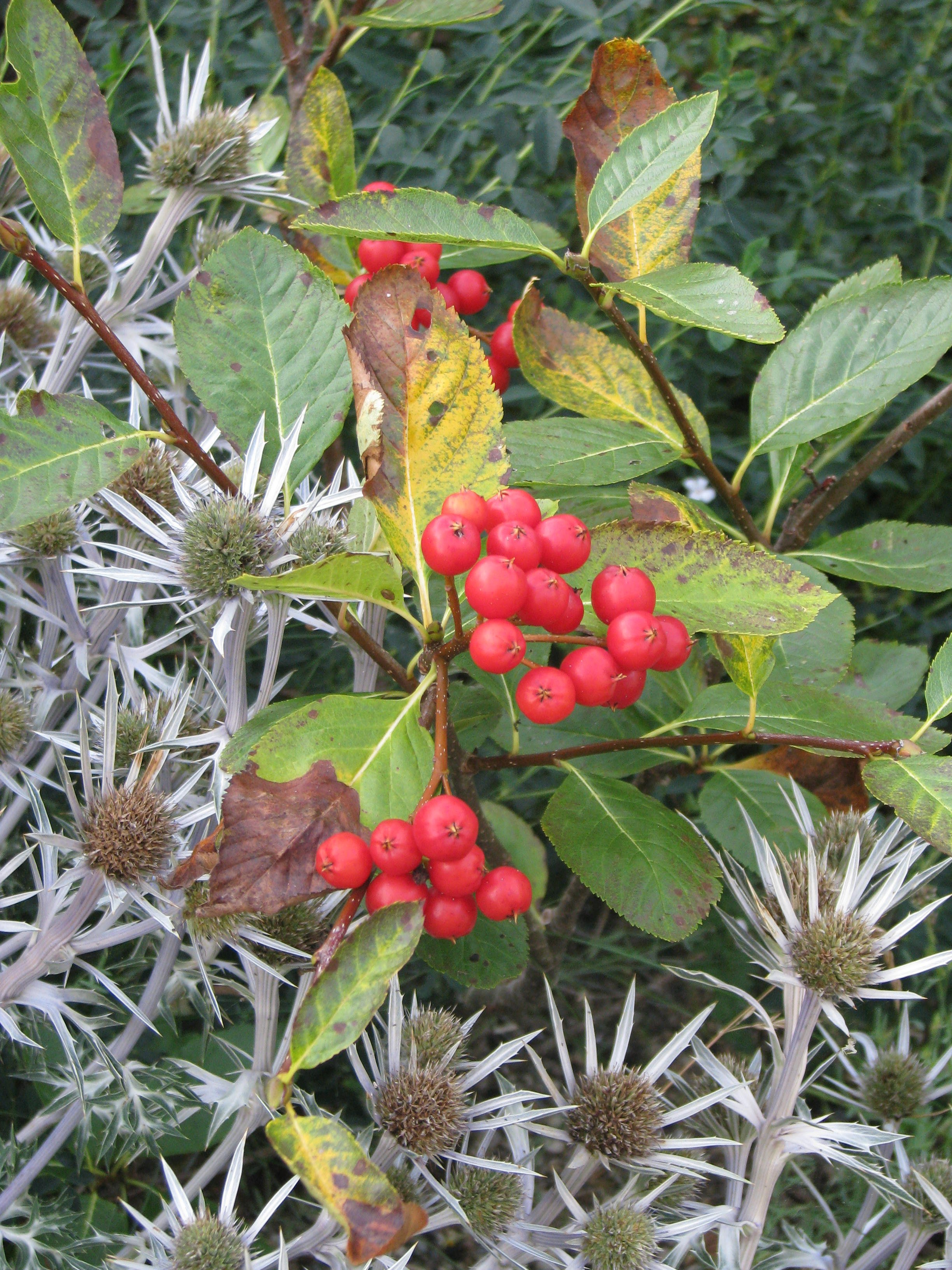